# Juan Barbas
Juan Alberto Barbas (nacido el 23 de agosto de 1959 en San Martín, Buenos Aires, Argentina) es un exfutbolista argentino considerado dos veces mejor jugador de la liga española por ganar el Premio Don Balón en los años 1983 y 1984. Se desempeñó como  volante y en ocasiones como defensor. Jugó en varios equipos de Argentina, como también jugó en España, Italia y Suiza. Dirigió en Argentina en Olimpo de Bahía Blanca y  al Club Almirante Brown en 2017.

## Trayectoria
Barbas comenzó su carrera en Racing Club en la Primera división argentina. Luego fue a jugar para el Real Zaragoza en España, U.S. Lecce en Italia, FC Locarno y FC Sion en Suiza. 
Barbas era parte del equipo FC Sion que ganó la temporada 1991/92 de la Copa Suiza. 
Después de otra temporada en FC Locarno Barbas regresó a Argentina donde tuvo una temporada corta con Club Atlético Huracán antes de bajar de categoría para jugar en Alvarado de Mar del Plata y luego en All Boys donde se retiró en 1997.
En octubre de 2009 se hizo cargo del primer equipo del Racing Club de Avellaneda (cuya reserva ya entrenaba), tras la renuncia de Ricardo Caruso Lombardi. Pero fue reemplazado por Claudio Vivas al poco tiempo. Luego dirigió la primera división del Club Atlético San Jorge que participaba en la Liga departamental San Martín y del Torneo Argentino B.

## Trayectoria en la Selección argentina
Barbas fue parte de la Sub-20 argentina que ganó la Copa Mundial Sub-20 en 1979, siguió jugando para la Selección Argentina 33 veces más, además jugó en la Copa América 1979 y en la Copa Mundial de 1982.

## Clubes

### Como jugador
| Club          | País      | Año       |
| ------------- | --------- | --------- |
| Racing Club   | Argentina | 1977-1981 |
| Real Zaragoza | España    | 1982-1985 |
| U.S. Lecce    | Italia    | 1985-1990 |
| FC Locarno    | Suiza     | 1990-1991 |
| FC Sion       | Suiza     | 1991-1992 |
| FC Locarno    | Suiza     | 1992-1993 |
| Huracán       | Argentina | 1993      |
| Alvarado      | Argentina | 1993-1994 |
| All Boys      | Argentina | 1994-1997 |

### Como entrenador
| Club        | País      | Año  |
| ----------- | --------- | ---- |
| Racing Club | Argentina | 2009 |
| Olimpo      | Argentina | 2016 |

## Palmarés

### Como jugador

#### Torneos nacionales
| Título     | Club    | País  | Año       |
| ---------- | ------- | ----- | --------- |
| Liga Suiza | FC Sion | Suiza | 1991-1992 |

#### Torneos internacionales
| Título              | Equipo           | Sede  | Año  |
| ------------------- | ---------------- | ----- | ---- |
| Copa Mundial Sub-20 | Argentina Sub-20 | Japón | 1979 |